# Tượng Nhân sư lớn ở Giza
Tượng Nhân sư lớn ở Giza (tiếng Ả Rập: أبو الهول Abū al Hūl, tiếng Anh: Great Sphinx of Giza), thường được biết đến với tên gọi tượng Nhân sư, là một bức tượng làm bằng đá vôi hình một con nhân sư (một sinh vật truyền thuyết với thân sư tử và đầu người) trong tư thế phủ phục nằm ở cao nguyên Giza, trên tả ngạn sông Nile tại Giza, Ai Cập.
Đây là bức tượng nguyên khối lớn nhất thế giới, dài 73,5 mét (241 ft) và cao 20,22 m (66,34 ft) và là một trong những bức điêu khắc nguyên khối lâu đời nhất. Bức tượng được cho là do người Ai Cập cổ đại ở thời kỳ Cổ Vương quốc xây dựng, dưới triều đại của Pharaon Khafra (2558-2532 trước công nguyên).

## Nguồn gốc và đặc điểm

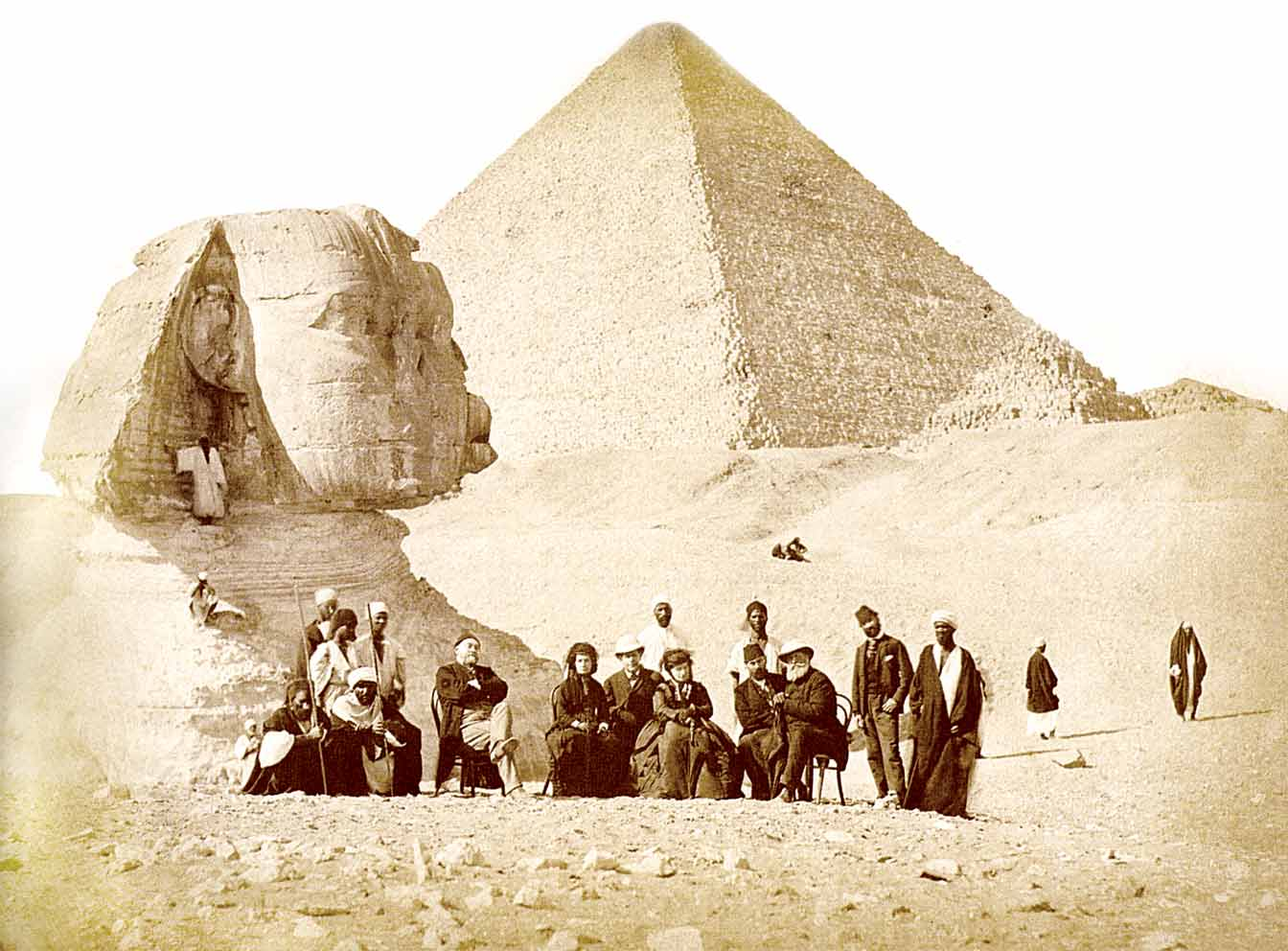
Gia đình Hoàng tộc Brasil đứng trước tượng Nhân sư năm 1871

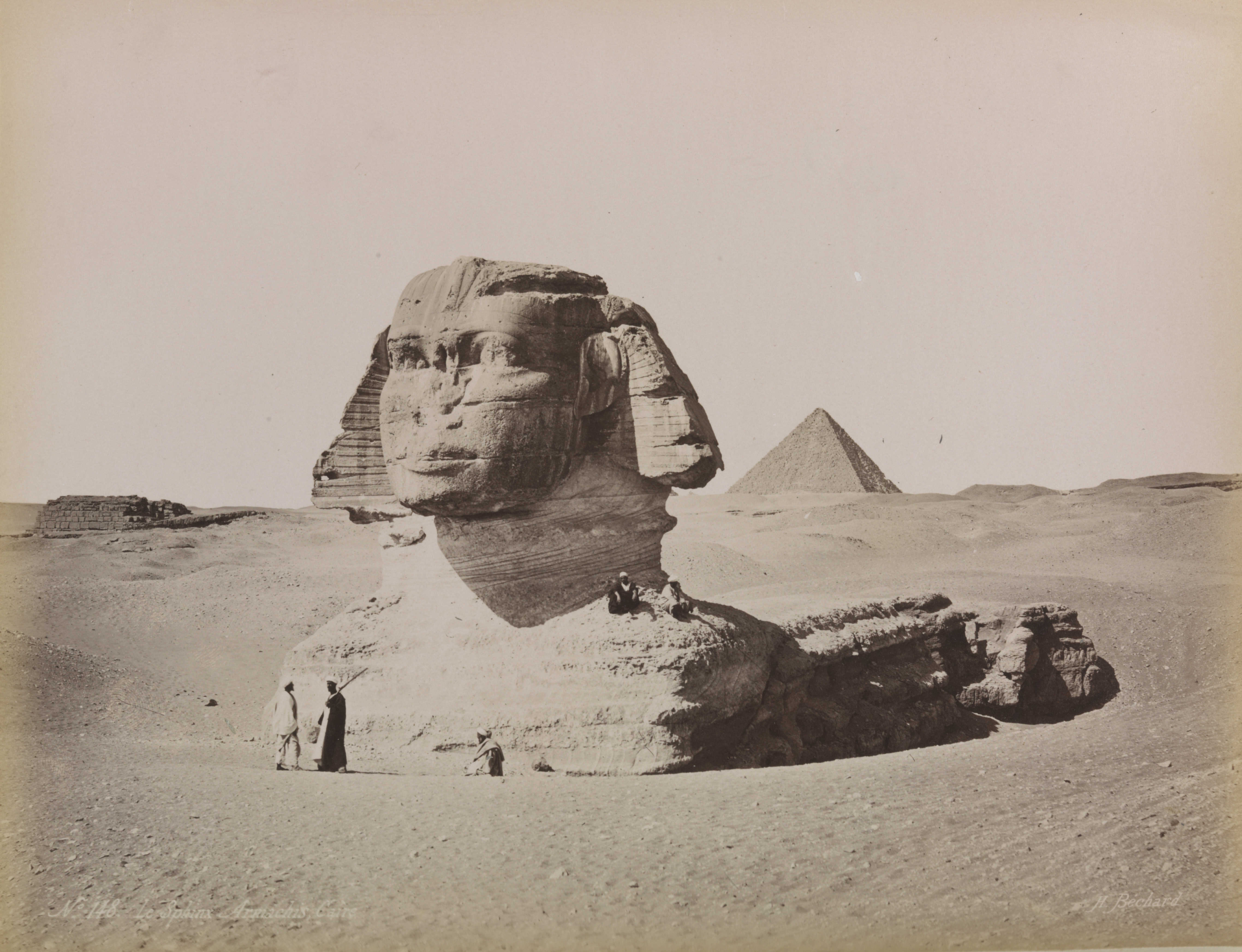
Tượng Nhân sư khoảng những năm 1880, bị cát vùi lấp một phần

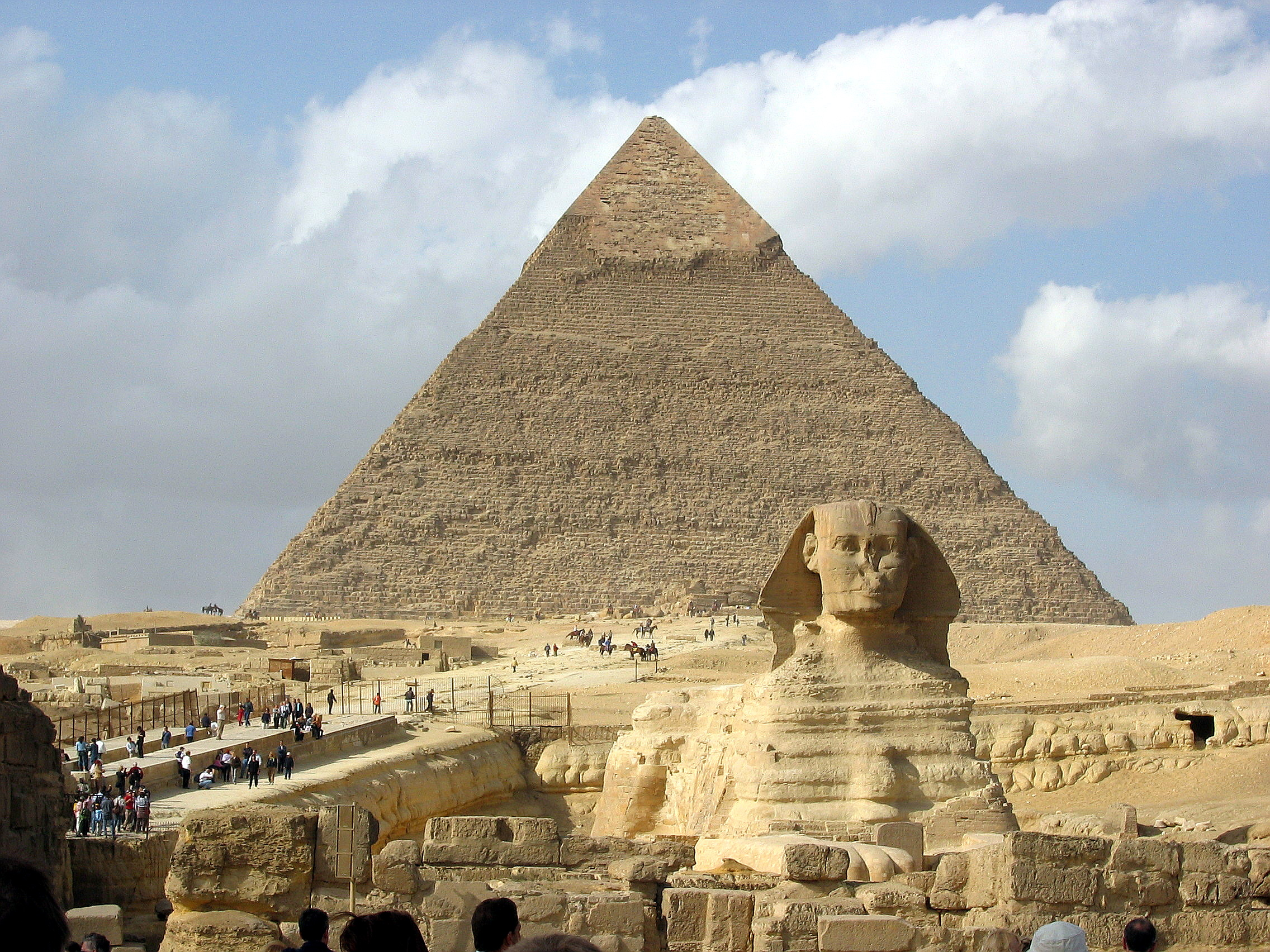
Tượng Nhân sư trước Kim tự tháp Khafre

### Tên gọi

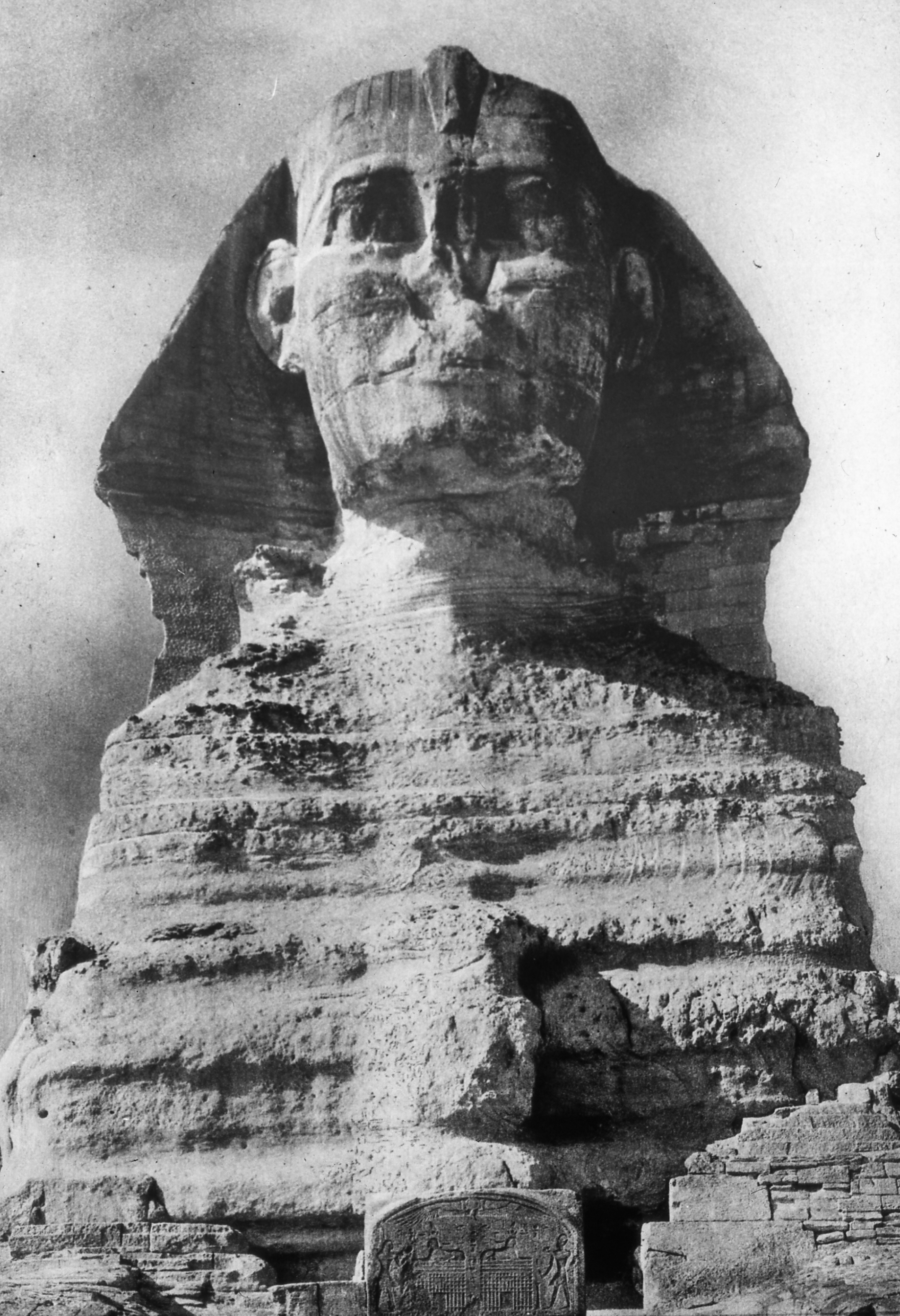

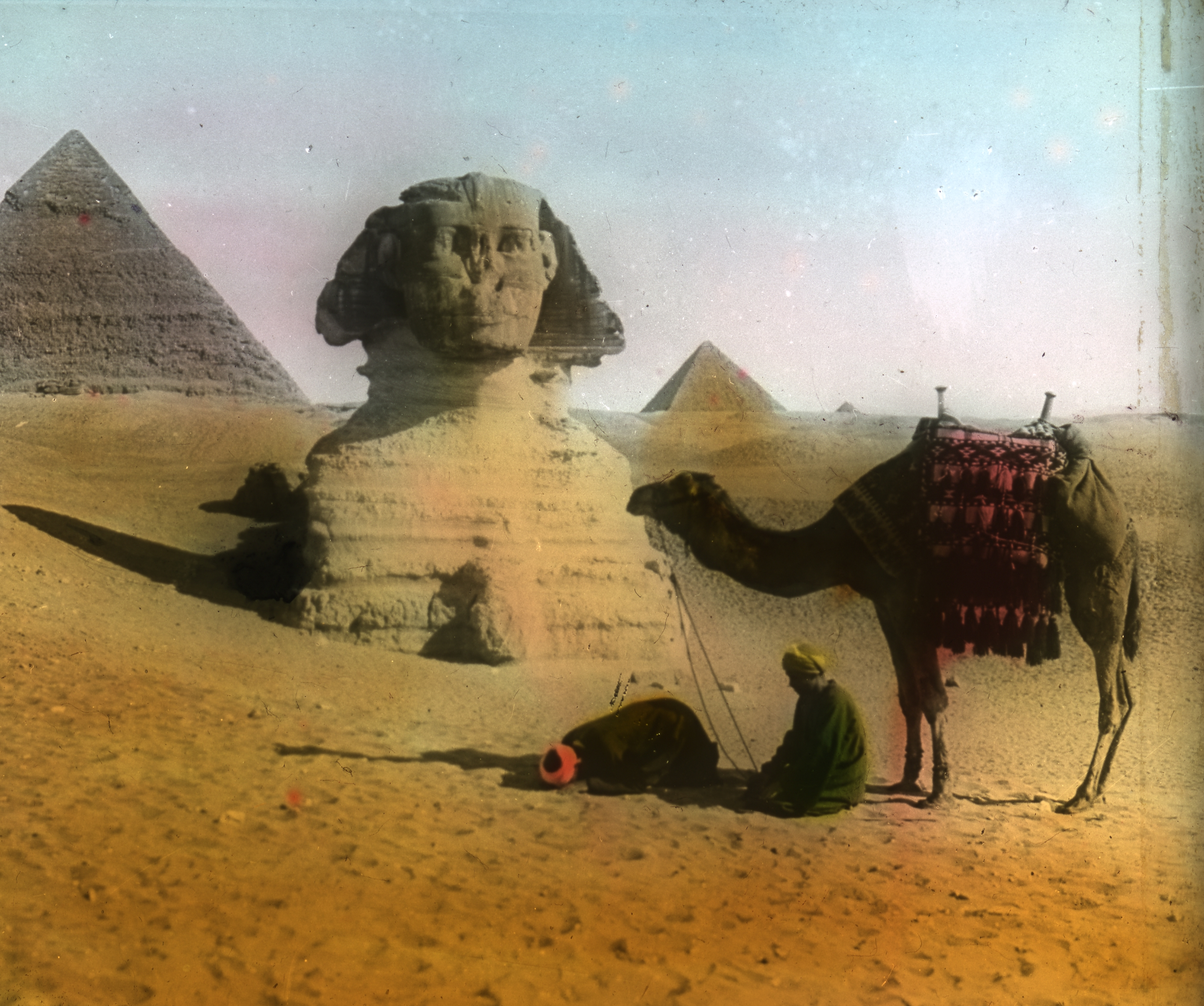
Ảnh tượng Nhân sư lưu giữ ở Bảo tàng Brooklyn

## Chiếc mũi và bộ râu bị mất

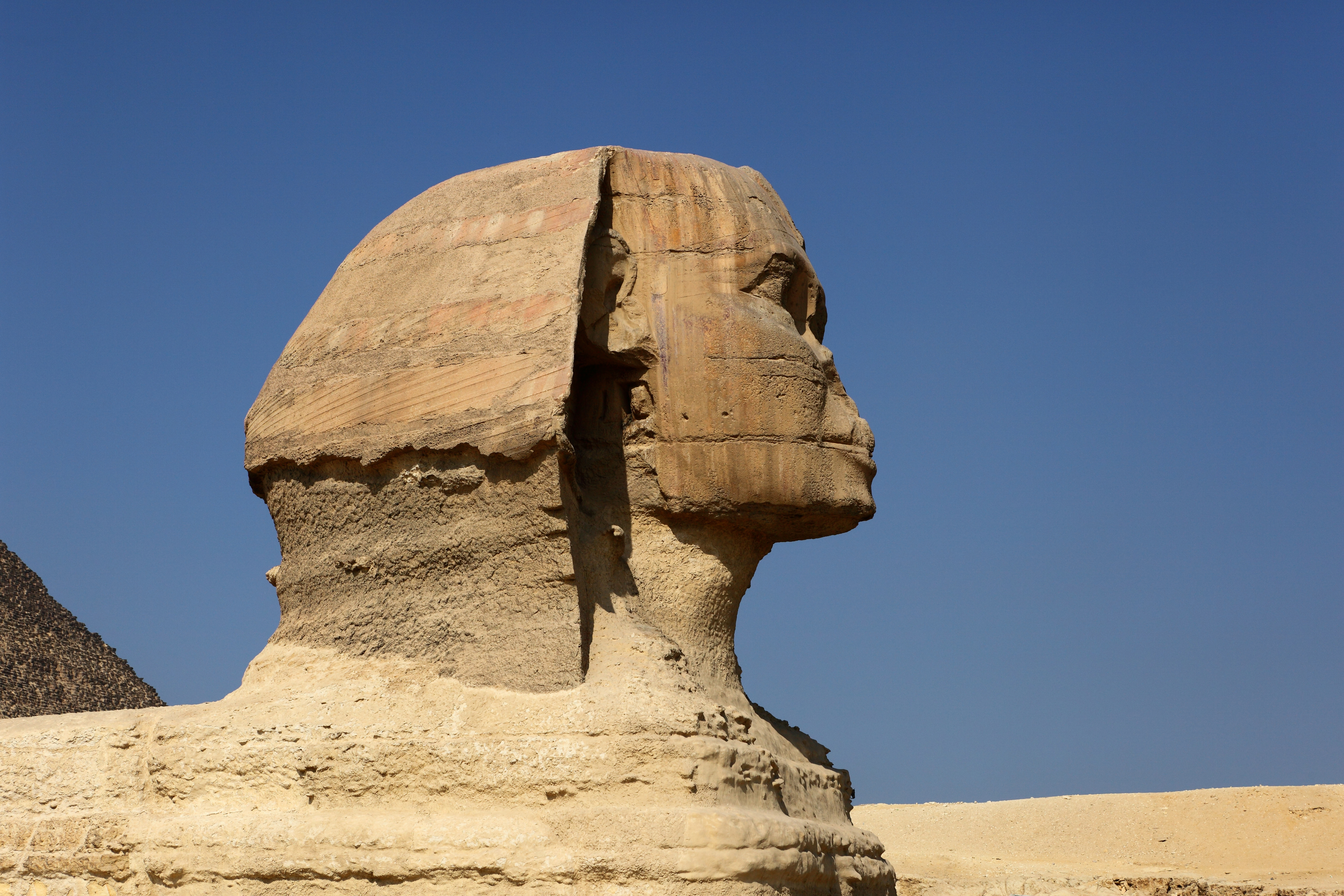
Tượng Nhân sư nhìn từ một bên năm 2010

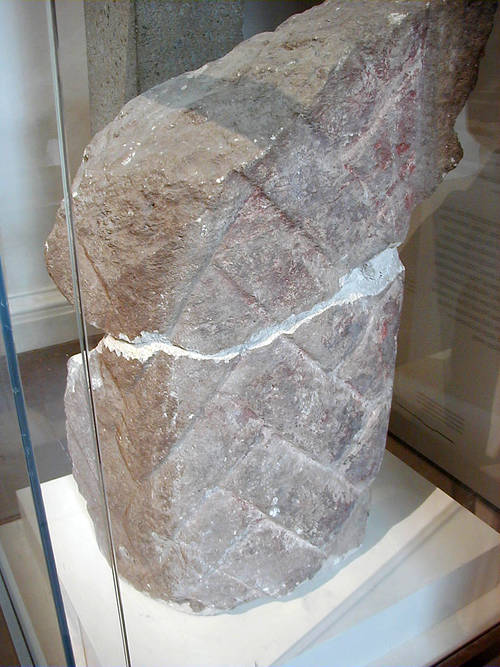
Những mảnh vỡ đá vôi từ bộ râu của tượng Nhân sư